# Abadía (Cáceres)
Abadía ist ein Ort und eine Gemeinde (municipio) mit 331 Einwohnern (Stand: 2024) im Norden der Provinz Cáceres in der Autonomen Region Extremadura im Westen Spaniens.

## Lage
Der Ort Abadía liegt am Río Ambroz gut 100 km (Fahrtstrecke) nordöstlich der Provinzhauptstadt Cáceres in einer Höhe von ca. 450 m. Das imposant gelegene Städtchen Hervás ist nur gut 10 km in östlicher Richtung entfernt. Das Klima ist gemäßigt bis warm; Regen (ca. 455 mm/Jahr) fällt hauptsächlich im Winterhalbjahr.

## Bevölkerungsentwicklung
| Jahr      | 1842 | 1900 | 1950 | 2000 | 2021 |
| Einwohner | 377  | 439  | 632  | 276  | 359  |

Der deutliche Bevölkerungsrückgang seit den 1950er Jahren ist im Wesentlichen auf die Mechanisierung der Landwirtschaft sowie die Aufgabe bäuerlicher Kleinbetriebe und den damit einhergehenden Verlust von Arbeitsplätzen zurückzuführen.

## Wirtschaft
Die fruchtbaren aber steinigen Böden der Umgebung lieferten die Grundlage für den Anbau von Weizen und anderen Feldfrüchten für die in früheren Zeiten vorwiegend als Selbstversorger lebenden Einwohner. Im Ort selbst ließen sich sukzessive Händler, Handwerker und Dienstleister aller Art nieder.

## Geschichte
Bronze-, eisenzeitliche, römische und westgotische Kleinfunde wurden so gut wie nicht gemacht; auf dem Gemeindegebiet wurden allerdings die Fundamente eines römischen Landgutes (villa rustica) entdeckt, welches wohl mit der Römerstadt Cáparra in Verbindung stand. Die Region wurde im 8. Jh. von den Arabern und ihren maurischen Hilfstruppen überrannt; archäologische Zeugnisse fehlen jedoch. Das Gebiet um Hervás wurde um das Jahr 1200 von den kastilisch-leonesischen Truppen Alfons’ IX. (reg. 1188–1230) aus den Händen der Mauren zurückerobert (reconquista), einem Ritterorden übergeben und sukzessive von Christen aus dem Norden und von Flüchtlingen aus Al-Andalus wiederbesiedelt (repoblación). Für den Ort Abadía war zunächst der Templerorden zuständig, doch bereits um das Jahr 1260 übernahm der nicht militärisch tätige Zisterzienserorden die Oberhoheit. Seit der Mitte des 15. Jahrhunderts gehörte der Ort zur Grundherrschaft (señorio) des Hauses Alba.

## Sehenswürdigkeiten

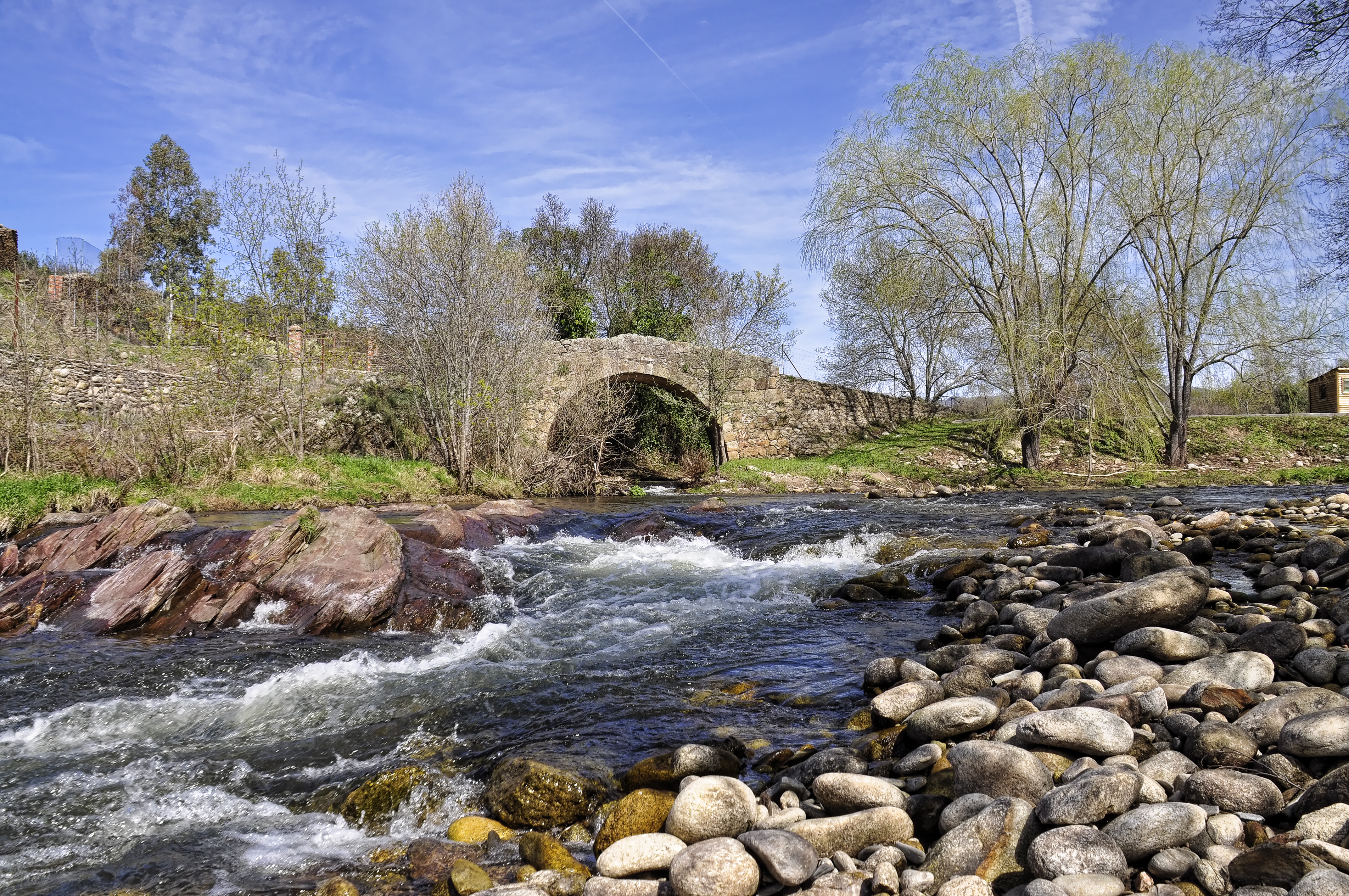
„Römerbrücke“ über den Río Ambroz

- Die kleine Pfarrkirche Santo Domingo de Guzmán stammt aus dem 15. bis 17. Jahrhundert und ist dem heiligen Dominikus geweiht. Die portal- und schmucklose Westseite wird von einem nebenstehenden Glockengiebel (espadaña) dominiert; auf der Südseite befindet sich eine überdachte Vorhalle (portico) mit achteckigen Säulen.

Umgebung
- Nur etwa 300 m nordöstlich des Ortes befindet sich der Palacio de Sotofermoso; hierbei handelt es sich um ein ehemaliges Zisterzienserkloster, dessen Gebäude von den Herzögen von Alba übernommen und zu einem repräsentativen Wohnsitz umgestaltet wurden. Sehenswert ist der kreuzgangähnliche Innenhof und der verwilderte, aber in Teilen auch restaurierte Gartenbereich.
- Ca. 2 km westlich des Ortes quert eine einbogige „Römerbrücke“ (puente romano) den Río Ambroz. Sie diente in den Zeiten der alljährlichen Viehwanderungen (cañadas) als sichere Möglichkeit zu Flussüberquerung.